# 낙선군
낙선군(樂善君, 1641년 12월 9일(음력 11월 7일) ~ 1695년 4월 26일 (음력 3월 14일))은 조선의 왕족이다. 능양군의 여섯째 아들이자 막내아들로, 어머니는 귀인 조씨이다. 이름은 숙(潚), 본관은 전주이다.

## 생애
1641년(인조 19년) 11월 7일 축시에 인조(仁祖)와 후궁 귀인 조씨(貴人 趙氏)의 차남으로 태어났다. 효명옹주와 숭선군의 친동생이며, 소현세자와 효종과는 이복 형제간이다.
낙선군의 어머니 귀인 조씨는 숙원(淑媛)으로 입궁하였다가 몇 번의 진급을 거쳐 종1품 귀인(貴人)에 올랐다. 그러나 조씨는 1651년(효종 2년) 저주 사건을 일으킨 것이 밝혀져 그 해 음력 12월 14일 사사되었다. 봉사 증 의정부좌찬성 김득원(金得元)의 딸과 가례를 올렸다.

### 왕자 시절
8살 때인 1648년(인조 26년) 음력 12월 19일 정식으로 낙선군(樂善君)에 책봉되었다. 한편 이듬해인 1649년(인조 27년) 부왕 인조가 사망하였는데, 낙선군의 이복 형 효종은 이 사실을 가슴 아프게 여기며 숭선군과 낙선군, 효명옹주 남매에게 각각 노비 150구를 하사하였다.
하지만 1651년(효종 2년) 음력 11월 23일 생모 귀인 조씨가 저주를 한 사실이 밝혀지고, 이로 인해 조씨는 음력 12월 14일 사사되었다. 그리고 그날 조씨가 음모를 꾸밀 때 함께 했던 조성로라는 자가 고문 끝에 자복을 하게 되었는데, 그 자복 내용 중에는 귀인 조씨가 "숭선군과 낙선군 중 누가 더 천명(天命)이 긴가" 라고 물어본 사실이 있었다. 이 사실을 근거로 정태화와 김육 등이 숭선군과 낙선군의 유배를 청하였으나, 효종은 윤허하지 않았다. 이후 숭선군과 낙선군에게는 직접적인 죄가 없다는 이유를 들어 선처를 하자는 효종의 요청에도 불구하고, 결국 그 작위가 삭탈되어 선원록에 그 이름만 기록하게 하였다.
그러나 숭선군과 낙선군 형제는 1652년(효종 3년) 음력 9월 14일 소현세자의 3남(훗날의 경안군)이 위배되어 있던 교동에 위배되어 함께 살게 되었다. 이후 효종은 두 형제에게 지속적으로 봄옷 이나 이불 등을 보내고, 병이 생기면 내의를 보내 치료하였다. 그리고 1655년(효종 6년) 음력 10월 18일에는 혼자서 따로 위배되어 있던 누나 효명옹주도 함께 교동으로 옮겨 세 남매가 함께 살게 하였다.
이후 효종은 1656년(효종 7년) 음력 윤 5월 14일 두 형제에 대해 소환을 명하고, 몇 차례에 걸쳐 두 형제의 관작 회복을 시도하였다. 처음에는 대신들의 반대에 부딪혔으나, 1659년(효종 10년) 음력 1월 16일 최종적으로 두 형제에 대한 관작을 회복시켰다. 한편 역시 작위를 잃고 "김세룡의 아내"로만 불리던 효명옹주 역시 1658년(효종 9년) 서울로 소환되었다.
이후 낙선군은 편복 차림으로 궁궐에 출입했다가 탄핵을 받았으나 현종의 배려로 그냥 넘어갔으며, 현종이 온양온천으로 행차할 때 함께 가기도 하고, 1670년(현종 11년) 음력 3월 9일에는 종친의 자격으로 왕세자(훗날의 숙종)의 관례에 참석하였다. 1673년(현종 14년)에는 행중추부판사에 올랐다.

### 사망
낙선군은 1695년(숙종 21년) 음력 3월 14일 향년 55세를 일기로 사망하였다. 시호는 정헌(靖憲)이다. 낙선군이 죽자 숙종은 직접 희정당에 나가 곡을 하였으며, 거마(車馬)를 부의하고 승지를 통해 조문하였다. 낙선군의 신위는 1772년(영조 48년) 음력 8월 28일 수진궁에 봉안되었다.
낙선군의 장지는 양주 청송면으로 정해졌는데, 지금의 경기도 연천군 청산면 궁평리이다. 부인 동원군부인 김씨와 합장되었으며, 1986년 4월 10일 연천군 향토문화재 제1호로 지정되었다.

## 가족 관계
| - 조부 : 정원군(定遠君 1580 ~ 1619) - 조모 :연주군 부인(連珠郡夫人 1578 ~ 1626) - 아버지 :능양군(綾陽君 1595 ~ 1649) - 외조부 : 조기(趙琦, 1574 ~ ? ) - 외조모 : 청주 한씨(淸州 韓氏, 생몰년 미상) - 어머니 : 귀인 조씨(貴人 趙氏, ? ~ 1652) - 누나 : 효명옹주(孝明翁主, 1638 ~ 1700) - 형 : 숭선군 징(崇善君 澂, 1639 ~ 1690) | - 부인 : 동원군부인 강릉 김씨(東原君夫人 江陵 金氏, ? ~ 1722) - 양자 : 임양군 이환(臨陽君 李桓, 1656 ~ 1715) - 양조부 : 의창군 이광 |